# 生住正信
生住 正信（いけずみ まさのぶ、明治35年（1902年）7月28日 - 昭和41年（1966年））は日本の教育者。
戦時中の境家政女学校教諭を経て、戦後は米子市の米子市尚徳中学校校長を最後に教職を退き、地域文化の振興につとめた。わけても福定町自治会館の建設にあたっては建設委員長として旧境高校図書室の資材払い下げに尽力、全町民の協力により新会館が建設されたが、外観のコンクリート作業を一手に受け、環境の整備につとめた。境港市の文化団体の推進者としても精力的に活動を続けたが、過労のため急逝した。元広島文教女子大学教授生住昭人の実父。

## 経歴
鳥取師範卒業。大正10年（1921年）以来西伯郡渡、米子市明道各小学校、米子女学校、境家政女学校、米子中学校教諭、外江中学校長、美保中学校長を経て、昭和30年（1955年）米子市尚徳中学校長を最後に勇退する。

## 人物

### 福定児童館（旧福定会館）
昭和37年（1962年）から昭和38年（1963年）にかけての豪雪により、旧福定会館は倒壊という悲運に見舞われ、福定町は討議の場を失ってしまった。昭和39年（1964年）再建の機運が高まり自治会総会で協議がなされ、次の諸氏を委員、相談役に選出し、再建の大事業に着手した。
- 委員

安倍由一郎、安倍敬市、足立誠、生住正信、石橋末夫、大田盛、岡崎伊太郎、景山敬、川田俊弘、北山虎栄、北山茂、小灘善造、高砂宗市、田口卓三、洋谷一郎、松本美恵子、宮脇まさ子。
- 相談役

足立実、佐近正慶、佐々木勝栄。委員会は生住正信委員長、川田俊弘事務局長を選出し一致団結して涙ぐましい努力によって再建の難事業に当った。
昭和40年（1965年）7月25日、竣工を見た。竣工後は大衆討議の場としてその機能を発揮し、現在の福定町会館が市予算で完成後は、福定児童館として新しい児童育成の場となっている。

### その他
趣味は碁、読書。住所は鳥取県境港市福定町。

## 家族・親族

### 生住家
（鳥取県境港市福定町）
生住家の元祖は嘉平治である
- 妻・節代（米子市上新印、片桐徹成長女[2]）
- 男・昭人[2]
- 女[2]

### 略系図
|  |  |  |  |  |  |  |  | 嘉平治 |  |  |  |  |  |  |  |  |  |  |  |  |  |  |  |  |  |  |  |
|  |  |  |  |  |  |  |  |        |  |  |  |  |  |  |  |  |  |  |  |  |  |  |  |  |  |  |  |
|  |  |  |  |  |  |  |  |        |  |  |  |  |  |  |  |  |  |  |  |  |  |  |  |  |  |  |  |
|  |  |  |  |  |  |  |  | 正信   |  |  |  |  |  |  |  |  |  |  |  |  |  |  |  |  |  |  |  |
|  |  |  |  |  |  |  |  |        |  |  |  |  |  |  |  |  |  |  |  |  |  |  |  |  |  |  |  |
|  |  |  |  |  |  |  |  | 昭人   |  |  |  |  |  |  |  |  |  |  |  |  |  |  |  |  |  |  |  |

## 著書
- 「終身教育の基礎問題」[2]
- ｢人格完成への思慕｣[2]
- ｢どうでしようか寸話｣等多数[2]